# Державний сектор
Держа́вний се́ктор (англ. state sector) або публі́чний се́ктор (англ. public sector) економіки — сукупність матеріальних, фінансових та нематеріальних ресурсів (активів), що знаходяться в розпорядженні держави задля виконання своїх суспільних функцій. Субстанцією формування державного сектора економіки є сукупність прав власності, які держава застосовує для продуктивного використання ресурсів держави для реалізації цілей держави.
Державний сектор включає наступні складові:
- природні ресурси, що знаходяться у власності держави (корисні копалини, земельні, лісові та водні ресурси);
- державні підприємства та організації;
- державні резерви.

Згідно К. Р. Макконнелла і С. Л. Брю, державний сектор — частина економіки, яка повністю контролюється державою; уряд.

## Державний сектор у макроекономіці
В макроекономіці (розділ економічної теорії) державний сектор (англ. government sector) — сукупність центральних та місцевих органів влади. Це агрегований суб'єкт (див. Агрегування), метою діяльності якого є створення суспільних благ за рахунок конфіскації частини доходів сектору домогосподарств і сектору фірм.
Доходами державного сектора (основними доходами державного бюджету) є податки, які державний сектор повертає в економіку у вигляді:
1. Державних витрат (державні закупівлі товарів і послуг) (англ. Government spending);
2. Трансфертів (державних трансфертів) (англ. Government transfers) — повернень в економіку у вигляді соціальних виплат, допомоги, субсидій, субвенцій.

У Системі національних рахунків державний сектор є одним з п'яти інституційних секторів економіки і має назву Сектор загального державного управління.
Сектор загального державного управління — об'єднує юридичні особи, для яких основною діяльністю є виконання функцій законодавчої, виконавчої або судової влади стосовно інших інституційних одиниць в межах певної території.